# Altum carinatum
Altum carinatum är en mångfotingart som beskrevs av Wang och Zhang 1993. Altum carinatum ingår i släktet Altum och familjen Paracortinidae. Inga underarter finns listade i Catalogue of Life.